# Ludificació i salut
A principi del segle xx, les malalties infeccioses eren responsables d'una taxa de mortalitat del 30% als Estats Units (Centers for Disease Control and Prevention, 1999). Gràcies als avenços en vacunació, als antibiòtics i a la comprensió de la importància de la higiene, les persones ara viuen més anys i tenen una vida més saludable, amb moltes malalties infeccioses completament erradicades. Tot i que, en conjunt, les persones gaudeixen de més bona salut, els productes de la industrialització han causat una crisi sanitària completament diferent, que té correlació amb la dependència creixent dels automòbils, l'activitat física reduïda i la disponibilitat generalitzada d'aliments rics en calories. Amb malalties com la diabetis, les malalties cardiovasculars i les malalties cròniques cada vegada més comunes, la prevenció i gestió de les malalties cròniques representa un repte sanitari enorme (Organització Mundial de la Salut, 2000; Pruitt, 2005).
Molts usuaris de la sanitat i professionals de la salut recorren a eines informàtiques per mitigar o resoldre aquests reptes. A mesura que els sensors guanyen una ubiqüitat cada vegada més gran, les persones es poden beneficiar cada vegada més d'eines que els ajuden a seguir les seves dades sanitàries, a organitzar-les i a donar-los sentit. Les tecnologies que permeten el seguiment i la monitoratge de la salut poden ser una de les revolucions més grans de l'atenció sanitària del segle xxi, sempre que els dissenyadors siguin capaços de crear experiències atractives i eficaces per als usuaris. Aquest repte no té res de trivial. Tot i que creix l'interès pel moviment del “jo quantificat”, que se centra en el seguiment automàtic, l'anàlisi de dades i la reflexió, els sistemes de salut personals s'enfronten a barreres per a la seva adopció generalitzada. Captar i retenir l'atenció de les persones a les que no les preocupa la salut o que no tenen interès per les seves pròpies dades resulta difícil quan s'intenta fomentar l'ús de tecnologies de seguiment de la salut. Fins i tot les persones que ja tenen interès per la salut poden tenir problemes amb l'excés d'informació i tenir dificultats per ordenar i fer sentit de la informació recollida sobre els seus cossos i la seva salut.
Per animar els individus a invertir en el seu benestar personal i per superar els reptes relacionats amb la interpretació d'informació exhaustiva i a vegades complexa, hi ha persones que proposen convertir el seguiment i millora de la pròpia salut en un “joc” o afegir-hi elements de joc a les tecnologies actuals de seguiment de la salut. Els videojocs i els sistemes gamificats brinden l'oportunitat de convertir el devessall d'informació en una experiència que sigui significativa i motivadora i a replantejar problemes sanitaris greus per convertir-los en reptes divertits de resoldre.
El potencial del videojocs per tractar problemes de salut no ha passat desapercebut per als investigadors, per als metges i per als usuaris. Avui dia hi ha més de 13.000 aplicacions sanitàries disponibles per als usuaris (Dolan, 2012). Malgrat tot, escollir si una aplicació de seguiment sanitari s'ha de convertir en un videojoc o en una experiència gamificada no sempre és una decisió senzilla. La informació sobre salut i benestar és una informació personal i confidencial; com es recull, s'emmagatzema, s'analitza, es comparteix i es mostra aquest tipus d'informació pot ser transcendental per als individus que la utilitzen per a les seves decisions o comportaments relacionats amb la salut. El disseny d'aplicacions sanitàries per als usuaris de la sanitat presenta diversos reptes de disseny i planteja preguntes sobre els valors. Com i quan hauria de ser preocupar-se per la salut una cosa divertida? És inapropiat convertir la gestió de la salut en un “videojoc”, bàsicament consisteix a subornar les persones perquè facin el que ja haurien de fer? Atès que el dissenyador pot construir experiències que premien determinades activitats, la gamificació de la salut arrabassa a l'individu la seva voluntat en relació al seu benestar.
En aquest article, s'examina de manera crítica la gamificació de la salut i el benestar. Es comença amb un repàs breu dels models de canvi de comportament i es tracten factors importants sobre si les persones poden adoptar i mantenir bons comportaments de salut i com. Aprofitant aquests factors, s'analitzen les filosofies que hi ha darrere la informàtica personal i els enfocaments gamificats que fomenten el canvi de comportament, i es presenten alguns dels avantatges i dels inconvenients de cada enfocament.
Fent servir diversos casos d'estudi, es proporciona informació que ajuda a entendre l'espai de disseny dels videojocs i la gamificació per a la salut. Es tracta de les mecàniques i els atributs potencials dels videojocs que modifiquen els comportaments i les actituds de les persones amb relació a la salut. Recorrent a estudis de cas de videojocs d'esforç físic i d'esports interactius, de videojocs orientats al compliment de determinades mesures i de videojocs educatius, s'il·lustren algunes de les alternatives associades amb l'ample espai del disseny de videojocs i eines informàtiques personals gamificades. Es tracta com i per què aquesta classe de videojocs ajuden a assolir objectius sanitaris i com es distingeixen d'un enfocament informàtic personal. Després es reflexiona sobre consideracions de disseny i adopció crítiques a què s'enfronten els dissenyadors, el personal sanitari i els individus que decideixen si un videojoc és un mètode apropiat per crear, mostrar o organitzar informació sanitària.

## Canvi de comportament
Els investigadors de moltes disciplines han estudiat factors que afecten si una persona adopta i manté un comportament. En el camp de la salut pública, els estudis i les intervencions s'ha centrat en models basats en explicacions cognitives, de creences i d'intencions. Camps com ara la psicologia social fan èmfasi en les explicacions basades en l'hàbit, l'emoció, la cognició i la neurologia en els seus models. Totes dues perspectives poden ajudar els dissenyadors a entendre per què funcionen les intervencions o estratègies gamificades actuals o com se'n podrien dissenyar de noves. En aquest article, es fan servir models per tractar quines palanques metafòriques intervencions diverses podrien activar, i per què i quan activar aquestes palanques podria ser una bona idea o no.

### Teories del canvi de comportament en la salut
La literatura sobre salut pública proposa diversos models que descriuen com prenen decisions les persones sobre els comportaments de salut. Es destaquen dos models de canvi de comportament en la salut populars, la teoria del comportament planificat (Ajzen, 1991) i el model de creences en salut (Rosenstock, 1966; Janz i Becker, 1984), i després es tracten elements comuns d'aquests models.
La teoria del comportament planificat prediu el comportament intencionat d'un individu basant-se en diversos factors que inclouen les actituds d'un individu sobre el comportament, les creences normatives sobre el comportament i com l'individu considera les seves actituds enfront de les normes subjectives. Aquesta intenció, moderada pel control percebut sobre el seu comportament, prediu el seu comportament real. Per exemple, la intenció d'un individu de menjar d'una manera més sana es pot veure influïda per com de perjudicials ell creu que són els seus comportaments alimentaris actuals en relació als beneficis associats a una dieta proposada, amb relació a les opcions alimentàries que les persones properes i persones famoses li han posat d'exemple i a les actituds de les persones properes envers les seves pròpies opcions alimentàries. Si la seva intenció de triar opcions alimentàries més saludables es tradueix en una dieta més saludable, dependrà del control sobre les seves opcions alimentàries: està a l'abast triar opcions alimentàries saludables i la persona creu en la seva capacitat d'accedir a menjar saludable?
El model de creences en salut fa servir l'avaluació que cada individu fa del risc per a la salut i la conducta desitjada per predir la probabilitat que un individu prengui una acció preventiva en el camp de la salut, com ara fer-se analítiques per detectar una malaltia. Els factors avaluats comprenen exemples d'acció, gravetat percebuda i propensió, anàlisi cost-benefici associada amb la conducta i la percepció de barreres potencials. Per exemple, la decisió d'un individu de fer-se una colonoscòpia es pot veure influïda per les seves percepcions dels costos i molèsties associats amb l'examen, creences sobre la probabilitat o gravetat d'un càncer de colon, la creença que una colonoscòpia tindrà un resultat millor per a la salut i exemples d'acció, com ara una persona famosa que escull públicament de fer-se una colonoscòpia (l'anomenat efecte Katie Couric; Cram et al., 2003).
Cadascun dels models de canvi de comportament pot ser important per a diferents canvis de conducta sanitària. El model de creences en salut es fa servir normalment per entendre conductes úniques com ara una exploració o una vacunació, mentre que la teoria del comportament planificat és un model millor per a decisions sobre canvis en l'estil de vida. Tot i que els models divergeixen en els seus elements i aplicacions, comparteixen alguns indicadors comuns que els dissenyadors d'una intervenció cercarien d'influir-hi:

##### Percepcions sobre propensió i gravetat
Quan les persones creuen que la seva conducta actual incrementa el risc de resultats negatius per a la salut, és més probable que intentin canviar aquesta conducta.

##### Percepcions sobre costos i beneficis del nou comportament, incloent-hi percepcions individuals i socials
- Beneficis percebuts L'individu creu que la conducta desitjada té probabilitats de donar com a resultat una millora de la salut? Per exemple, creuen els individus que la medicació és eficaç per controlar o tractar una malaltia? O creuen que augmentar l'activitat física els ajudarà a aconseguir el pes desitjat o que aconseguir aquest pes els reportarà beneficis?

- Barreres percebudes En termes de temps, financers o d'efectes secundaris, creuen els individus que una conducta nova seria massa cara? Està disponible la infraestructura per aconseguir la conducta desitjada, com ara una botiga que ven productes frescos o un centre de salut amb aparells de diagnòstic? Consideren les persones que els efectes secundaris d'una medicació són pitjors que la malaltia que intenta controlar, prevenir o tractar?

- Normes percebudes Com consideren les persones si el seu comportament actual i el comportament desitjat són conseqüents amb el que altres persones fan i esperen? La informació que una conducta és freqüent, la qual és una norma prescriptiva, es pot prendre com a demostració social que és la conducta adequada. A més a més, quan a un individu li agraden en especial les mateixes coses que als altres o sent d'una manera semblant als altres, sovint intentarà conformar-hi les seves conductes i actituds (Cialdini, 2009).[8]

##### Control percebut i autoeficàcia
Les creences dels individus sobre si són capaços d'adoptar la conducta desitjada influeixen tant la intenció de canviar de conducta com la probabilitat de seguir-la (Bandura, 1977; Schwarzer i Fuchs, 1995). Per exemple, la creença de les persones de si són capaces de seguir una rutina d'exercicis pot ser predictiva de si realment la faran, fins i tot després de controlar factors que afecten la seva capacitat real de seguir la rutina.
Els sistemes que ajuden les persones a començar, canviar o mantenir un comportament relacionat amb la salut aborden una o més d'aquestes percepcions. Malgrat tot, potser no n'hi ha prou de dissenyar segons aquests models. Les anàlisis d'estudis que expliquen les decisions en matèria de salut dels individus que fan servir models científics conductistes mostren que hi ha un buit entre les intencions i el comportament dels individus (per exemple, Sutton, 1998). Si bé els models poden predir tant la intenció com el comportament real, prediuen molt millor el que la gent pensa fer que el que la gent realment fa. Una part d'aquest buit es pot atribuir a una mesura deficient de la intenció o altres variables en els models explicatius, però és possible que hi hagi factors clau addicionals, com ara l'hàbit, que afecten les conductes però que no s'inclouen en aquests models (Norman and Conner, 2006; Danner et al., 2008).

## Canvi de comportament i hàbit
En contraposició a la investigació en salut pública, el diàleg sectorial i la investigació en tecnologia persuasiva s'han centrat més en l'hàbit i en les seves explicacions neurològiques. Els models sociocognitius de conducta són els que millor prediuen els comportaments realitzats de manera infreqüent, però el comportament passat és un indicador millor dels comportaments més freqüents (Verplanken, 2010).
En tecnologia persuasiva, el model de conducta de Fogg (Fogg, 2009) inclou la motivació i l'habilitat, dos elements que es corresponen als models de salut pública. El model de comportament de Fogg també fa èmfasi en la importància dels triggers (les accions que desencadenen un comportament) per adoptar un comportament desitjat. Les intervencions es poden dissenyar per afegir punts d'entrada a un comportament desitjat o per desmantellar o eliminar punts d'entrada que causen un comportament normal inapropiat (Orbell i Verplanken, 2010). Altres intervencions es podrien basar menys en triggers específics, traient profit en canvi del coneixement sobre les predisposicions humanes generals en el comportament. En un exemple clàssic, reorganitzar el menjador d'una cafeteria de manera que el menjar saludable sigui més accessible que els aperitius o les postres poc saludables pot induir les persones a fer tries alimentàries millors (Thaler i Sunstein, 2008; Hanks et al., 2012). Aquesta “empenteta” descansa en les predisposicions dels individus a fer la tria més adequada.

## Informàtica personal, videojocs i ludificació
Els dissenyadors poden manllevar idees dels models i les teories sobre la cognició i sobre l'hàbit i el comportament humans per influir els sistemes que dissenyen. Hi ha tres enfocaments principals per al disseny d'interfícies d'usuari per a les aplicacions de seguiment de la salut: la informàtica personal, les interfícies gamificades i els videojocs. Els dissenyadors d'intervencions sanitàries han de decidir si el seu sistema prendrà un enfocament més basat en la informàtica personal o un enfocament més basat en els videojocs. Si els dissenyadors trien un enfocament basat en la informàtica personal, el gamifiquen manllevant elements dels videojocs i empeltant-los en el disseny de l'aplicació? Cada enfocament pot augmentar la facilitat d'autocontrolar-se eliminant o reduint les barreres a la recollida de dades i anàlisi, però cada filosofia de disseny varia pel que fa a la interpretació d'aquestes dades i al canvi de comportaments.

### Informàtica personal
La informàtica personal és una àrea en creixement d'investigació i pràctica centrada en les eines per recollir i interpretar informació sobre un mateix (Li, 2011; Li et al., 2010). Alguns exemples d'eines informàtiques personals inclouen els comptadors de passos, els seguidors del son, eines de control financer com ara Mint i eines de gestió de la diabetis com ara Sweet Spot. Cadascuna d'aquestes eines promou la recollida i anàlisi d'informació sobre els comportaments propis i moltes d'elles faciliten compartir aquest comportament o comparar-lo amb un comportament desitjat o amb els comportaments dels consemblants. A través d'aquest procés, una aplicació d'informàtica personal pot donar suport al canvi de comportament. Per exemple:
- Dades d'un dispositiu que controla l'activitat física poden ajudar algú a adonar-se que de fet és molt menys actiu del que pensava prèviament.
- Un diari d'àpats podria augmentar els riscos que percep un individu de resultats negatius associats amb la seva dieta actual. Podria ajudar algú a adonar-se, per exemple, que un cafè amb llet diari apuja un 10 per cent el seu objectiu diari de calories. Després d'adonar-se d'això, pot treballar per reduir el seu consum de cafè amb llet.
- Una gràfica històrica que indiqui l'observància satisfactòria o insatisfactòria a prendre un medicament pot ajudar algú a reconèixer les barreres i actuar sobre elles. Les barreres poden estar relacionades amb el fet d'adonar-se que un individu sovint s'oblida de prendre la medicació a la feina. El fet d'adonar-se d'això pot esperonar un individu a afegir un recordatori automàtic diari a un calendari o a una aplicació mòbil de recordatoris.
- Dades històriques sobre el recompte de passos podrien destacar consecucions anteriors d'objectius de caminar i d'aquesta manera incrementar l'autoeficàcia d'algú pel que a l'activitat física.

Les aplicacions informàtiques personals també poden recolzar les tries adequades en el moment: algú que és més conscient del seu consum de calories per dia fins a un moment determinat pot fer tries millors sobre el que menja. Proporcionant a les persones informació millor sobre les seves activitats i decisions i les conseqüències associades, la informàtica personal pot ajudar les persones a prendre decisions informades sobre el seu comportament i objectius i a seguir el progrés per assolir aquests objectius, i al mateix temps recolzar l'autonomia personal en les decisions relacionades amb la salut.
Per tal que una aplicació d'informàtica personal promogui el canvi de conducta, un individu ha de creure que hi ha conseqüències negatives associades a no alterar el seu comportament. L'individu també ha de creure que pot canviar el seu comportament i que el comportament desitjat tindrà resultats positius per a la seva salut que compensen qualsevol preu o efecte secundari. En conseqüència, hi ha una mica d'escepticisme sobre si un enfocament del jo quantificat portarà a un canvi de comportament satisfactori en un sector ampli de la població. A fi que una aplicació d'informàtica personal recolzi el canvi, els individus han de tenir o desenvolupar l'automotivació, les creences que el canvi de conducta serà beneficiós i la confiança en la seva capacitat per canviar el seu comportament.